# Jacek Kucharczyk (bokser)
Jacek Kucharczyk (ur. 7 lipca 1954) – polski bokser i trener bokserski. Brązowy medalista mistrzostw Europy.

## Życiorys
Startował w wagach średniej (do 75 kg) i półciężkiej (do 81 kg). Podczas mistrzostw Europy w 1975 w Katowicach zdobył brązowy medal w wadze średniej, po porażce w półfinale walkowerem z późniejszym mistrzem Wiaczesławem Lemieszewem. Wcześniej startował na mistrzostwach Europy juniorów w 1974 w Kijowie w wadze półciężkiej, ale odpadł w ćwierćfinale.
Kucharczyk był mistrzem Polski w wadze średniej w 1975 i w wadze półciężkiej w 1977, wicemistrzem w kategorii półciężkiej w 1974 i 1976 oraz brązowym medalistą w wadze średniej w 1978 i w półciężkiej w 1979 Był również mistrzem Polski juniorów w kategorii półciężkiej w 1971 i 1972. Był również drużynowym mistrzem Polski w 1972, 1974, 1976 i 1978 jako zawodnik Gwardii Warszawa
W latach 1974-1979 pięć razy walczył w reprezentacji Polski (3 zwycięstwa i 2 porażki). Zwyciężył w 1978 w Turnieju im. Feliksa Stamma
Był zawodnikiem Gwardii Warszawa i Czarnych Słupsk.
Pracował jako trener bokserski w Gwardii Warszawa.